# Петрана
Петрана̀ или Джиджилер (на гръцки: Πετρανά, до 1927 година Τζιτζιλέρ, Дзидзилер) е село в Гърция, в дем Кожани, област Западна Македония.

## География
Петрана е разположено на 620 m надморска височина, на 7 km югоизточно от Кожани.

## История

### В Османската империя
В края на XIX век Джиджилер е турско село в Кожанска каза на Османската империя. 
В 1889 година Стефан Веркович („Топографическо-этнографическій очеркъ Македоніи“) пише за Джиджилер:
| „ | На 3/4 часа разстояние на изток от Кожан, в подножието на каменист и безводен клон на Вермийската планина, е разположено мохамеданското село Чочилеръ с 38 къщи и 108 нуфузи, плащащи 4250 пиастри данък. В началото на това столетие в с. Чочилер е имало над 200 къщи; сега с всяка година тяхното число значително се намалява; 1 джамия (3 джамии и много каменни къщи са в развалини). При това село свършва казата Егри-Буджакъ и започва Чершамба. На север на 1 час разстояние от с. Чочилеръ, се намира мохамеданското село Шаинларъ, с 32 къщи и 85 нуфузи, плащащи 3665 пиастри данък. Жителите на тези две села се занимават със земеделие и скотоводство, а някои с превоз на дърва с коне и катъри от планинските гори. | “ |

Според статистиката на Васил Кънчов („Македония. Етнография и статистика“) през 1900 година в Чечилеръ, Кожанска каза, има 388 турци.
На Етнографската карта на Битолския вилает на Картографския институт в София от 1901 година Чичилер е чисто турско село в Кожанската каза на Серфидженския санджак с 241 къщи.
Според статистика на Серфидженския санджак на гръцкото консулство в Еласона от 1904 година в Джиджилер (Ντζιτζιλέρ), Кожанска каза, живеят 375 турци.

### В Гърция
През Балканската война в 1912 година в селото влизат гръцки части и след Междусъюзническата в 1913 година остава в Гърция. В 1913 година селото (Τζιτζιλέρ) има 405 жители. През 20-те години населението му се изселва в Турция и на негово място са настанени бежанци от Турция. В 1928 година селото е изцяло бежанско с 83 семейства и 315 жители бежанци.
През 1927 година името на селото е сменено на Петрана.
Населението традиционно произвежда тютюн, жито и други земеделски продукти, като се занимава и със скотовъдство, в частност с краварство.
| Име            | Име              | Ново име       | Ново име       | Описание                             |
| -------------- | ---------------- | -------------- | -------------- | ------------------------------------ |
| Хасап дере     | Χασάπ Ντερέ      | Микро Рема     | Μικρό Ρέμα     |                                      |
| Гьолави        | Γκιόλαβη Ράχη    | Профитис Илияс | Προφήτης Ήλίας | връх на И от Петрана (787,3 m)       |
| Беш тепе       | Ντές Τεπέ        | Пендалофос     | Πεντάλοφος     | възвишение на ЮЮИ от Петрана (493 m) |
| Хайдиев чифлик | Τσιφλίκι Χαϊδιοϋ | Амигдалия      | Άμυγδαλιά      | местност на СЗ от Петрана            |
| Милан чифлик   | Τσιφλίκι Μήλιου  | Аспрохома      | Άσπρόχωμα      | местност на ЮЗ от Петрана            |
| Храпеш         | Χράπες           | Ксирияс        | Ξηριάς         |                                      |
| Су             | Σοϋ              | Неролакос      | Νερόλακκος     | река на Ю от Петрана                 |

| Година    | 1913 | 1920 | 1928 | 1940 | 1951 | 1961 | 1971 | 1981 | 1991 | 2001 | 2011 | 2021 |
| --------- | ---- | ---- | ---- | ---- | ---- | ---- | ---- | ---- | ---- | ---- | ---- | ---- |
| Население | 405  | 449  | 346  | 493  | 1113 | 618  | 489  | 629  | 678  | 718  | 682  | 657  |